# 蜜獾式突擊步槍
蜜獾式是一款由美国槍械附件製造商先進武器裝備公司（AAC）以AR-15為基礎、專門為特種部隊所研製，現由Q生產的突击步枪／卡賓槍／個人防衛武器，一般歸類為突擊步槍，Q則稱蜜獾式為個人進攻武器（Personal Offensive Weapon），該武器的名字是來自蜜獾，發射.300 AAC BLK（7.62×35毫米）口徑步枪子彈。

## 歷史
美国特种作战司令部曾規劃低能見度卡賓槍（英語：Low-Visibility Carbine，簡稱：LVC）項目，目的是開發用來替代目前使用的MP5SD和MP7的產品。低能見度卡賓槍的樣槍是由生產和銷售高品質消聲器的先進武器裝備公司（簡稱：AAC）所提供的「蜜獾」（Honey Badger）個人自衛武器，可擊發該公司最新研製的.300 AAC BLK（7.62×35毫米）口徑步枪子彈。
事實上美軍特種部隊早已不在室內近戰中使用衝鋒槍，大量的卡賓槍（M4A1）或短管突擊步槍（Mk 18）已經取代了HK MP5的地位。在海豹部隊的武器庫里，只保留着兩種MP5，一種是最短的MP5K——適合隱蔽攜帶；一種是MP5SD——於需要偷襲的場合，比如摸哨等使用。但現在，這兩款MP5的地位也正受到黑克勒&科赫另一種產品的威脅，那就是MP7A1個人防衛武器。
MP7A1的尺寸和MP5K差不多，但是重量更輕便。該槍發射的4.6×30毫米手枪子彈在有效射程、精準度與威力方面都比9×19公釐帕拉貝倫手槍子彈來得有優勢。而安裝消聲器的MP7A1槍口噪聲與MP5SD不分軒輊。因此，MP5K和MP5SD擔當的角色都完全可以由MP7A1來取代。而在美國海軍特種作戰研究大隊方面更已經完全以MP7A1將MP5SD取代了。
但是，4.6×30毫米手枪子彈的制止力比5.56×45毫米北約口徑步枪子彈要低得多；而且，如果能有一種消聲效果更好的近戰武器，當然會更受到士兵們歡迎。因此海軍特種部隊便提出了低能見度卡賓槍項目，他們提出的要求是：像MP5SD一樣的低噪聲，但射程至少是MP5SD的3倍，而且彈藥穿透能力和終點效能要比MP7強，是一種有效的近身距離作戰武器。還有一個潛在的要求，即最好是對AR-15系列武器經過最小的改裝來達到目的，這樣在操作上和特種部隊已經用習慣的M4A1和Mk 18幾乎一樣，而不必花更多的時間進行適應性訓練。
對低能見度卡賓槍的設計方案曾考慮過俄羅斯的7.62×39毫米口徑，並進行過試驗，但最終放棄俄羅斯口徑方案的原因是：彈殼錐度過大，使得彈匣的弧度較大，而且彈匣容彈量偏低；7.62×39毫米彈頭的彈道係數差劣，彈道性能不佳；次音速彈的兼容性不夠好，因為彈殼太大，如果在亞音速彈和超音速彈之間轉換，需要設法改變導氣量來保證動作可靠。而在後者上顯然地，軍方不想在這種武器上增加氣體調節器。
經過諸多試驗後，最終選擇了AAC公司推薦的.300 AAC BLK（7.62×35毫米）口徑步枪子彈，這種彈的優勢是：該彈在5.56×45毫米彈殼基礎上擴大口徑並配裝.300英寸彈頭而成，因此其彈殼錐度和底緣與5.56×45毫米北約口徑步枪子彈完全一致，可直接使用AR-15系列彈匣，並且能夠保證供彈的可靠性，也能保持其較大容彈量；不需要改變槍機尺寸，而只需要更換槍管就能發射；彈頭係數好，彈道性能佳，彈頭種類選擇多。
推出新彈藥後，AAC公司不滿足於只是改造現有槍枝來發射這種彈，而是和雷明登武器公司聯手研製了一種發射這種彈的新武器去參與特種作戰司令部的低能見度卡賓槍項目。這種新槍被命名為「蜜獾」（Honey Badger）個人防衛武器。2011年10月，AAC公司在美國陸軍協會的展會上展出了這種新槍。
2014年12月，AAC宣佈將會推出蜜獾式的民用型，但後來全無消息，直到2016年Q公佈蜜獾式2.0才正式發售民用版。
本來Q並無打算再次推出Honey Badger，但在員工提議下決定生產500把。推出後Honey Badger大受歡迎，尤其手槍版推出後更甚，甚至連Q都不清楚手上到底還有多少Honey Badger的預訂訂單。
2020年8月3日，由於菸酒槍炮及爆裂物管理局（ATF）認為Q的Honey Badger手槍屬短管步槍而非手槍，因此Q被迫停止生產手槍版Honey Badger。對此Q、SB Tactical、槍械管制問責聯盟（英語：Firearms Regulatory Accountability Coalition, Inc.）及全國步槍協會皆對ATF的決定表達了不滿，並呼籲社群聯絡其代表議員以對ATF各種恣意且反複無常的決定表達不滿。

## 概述

### AAC版本
蜜獾式步槍和口徑兩者都是與特種部隊的密切合作以下研製的，藉以務求能夠取代他們在近身距離作戰和其他需要使用消聲器的地方的時候所使用的HK MP5和MP7。這款步槍具有整體式消聲器和HK MP5風格的拉桿伸縮式槍托，使其盡可能的縮短。這款步槍的設計對於AR-15的平台已經在深入在軍事用途之中的軍隊而言可很方便地使用，因為許多零部件，例如該槍的槍機機構和彈匣與其他構建在相同的平台以上的武器，例如M4卡賓槍和M16步槍可以互換。而AAC蜜獾式PDW所配用的.300 AAC BLK（7.62×35毫米）口徑步枪子彈的槍口噪音要比發射超音速子彈的武器減少很多。這種武器平台解決了5.56×45毫米北約口徑步枪子彈目前面對的兩個主要問題：它的裝藥量能夠剛好令一套標準的M4套裝達到亞音速彈速和可靠地循環操作，而且這種亞音速彈的終端效能（特別是對裝甲目標）可在任何有意義的射程以內（只略微比.22 LR更為有效）。儘管這種武器具有整體式消聲器，但是使用14.26克（220格令）亞音速型.300 AAC BLK（7.62×35毫米）彈藥時可以使其更安靜。
該槍托的類型和HK MP5所使用的拉桿伸縮型相似，由此讓外界以為這是一支取代HK MP5SD系列的新產品。但事實上，AAC蜜獾式PDW本來就設計成消聲的MP5SD和M4的殺傷力的組合。原先是AAC項目經理的John Hollister的設想是製成一枝如AR-15般能夠輕鬆使用亦如MP5般便攜的產品。
AAC蜜獾式PDW是以M4機匣為藍本，並改用方坯件為原材料。AAC採用了短槍管、非常短的氣動撞擊系統、速度較快的膛線纏距、可拆卸定制式消聲器，與安裝在一個縮短型機匣尾端延伸部連專利的定製式緩衝器組件的獨特可伸縮式槍托。而裝上消聲器時雖然比MP5SD長3—6英寸，但重量幾乎相同。
大型可拆卸整合式消聲器被包裹在類似雷明登RGP的護木裡面，而且並非與上機匣一體，而是與上機匣為分離式設計，以換裝長形護木。兩款護木的使用取決於消聲器的使用必要性。全長度護木型號的槍管以及消音器幾乎完全被護木所包覆著，只有端蓋以及消聲器管的小部分突出；全長度護木前端還具有一個向外擴展的喇叭形擴口處理，以防止使用者在黑暗等情況下使用時手指伸到槍管前方而受傷。而短護木型號時，只有AAC快速拆卸式槍口裝置或是螺紋槍口外露，讓使用者在不裝上消聲器射擊的同時安全地發射超音速裝藥量子彈以免出現大量的槍口焰。槍管本身也是專門設計，為了穩定長而重的.30口徑彈丸，例如常用的14.26克（220格令）塞拉利昂（英語：Sierra）比賽之王（英語：MatchKing）子彈而必須特地研發，否則就會導致出現消聲器阻體嚴重磨損或子彈不規則飛行。
而上機匣為了配合拉桿式槍托，亦在兩侧加工了在AR系步槍中不常見的凹槽方便抽拉。下機匣的彈匣裙口底緣向外擴展，使彈匣裝填更為流暢。下機匣後部分解栓周圍加工有一定深度凹陷，可以防止分解栓被意外推出。扳機護環也向下擴大，方便寒冷氣候以下戴上手套操作。機匣頂部延伸至護木前端安裝有MIL-STD-1913戰術導軌以便安裝對應導軌的各類輔助器材。而護木四周的鏤空凹槽也可根據需要加裝戰術導軌。2014年12月宣佈發售的AAC民用型護木則採用了SquareDrop導軌安裝界面，為可與KeyMod相容的系統，唯最終AAC民用型蜜獾式從未正式發售。

### Q版本
改為由Q生產後，蜜獾式機匣外型作出了修改，並換上了由Radian生產的RAPTOR槍機拉柄及TALON 0（保險）-75度（半自動）射擊選擇桿（因0-45度選擇桿未必能在保險位置確保扳機不被壓動，Q發現間隔至少須68度才保證安全，因此為確保安全選用了特製75度射擊選擇桿），拉桿式槍托改成無需按下鎖定鈕即可拉出的設計，手槍型的拉桿式手臂支撑器由SB Tactical所生產，握把改用MAGPUL的MOE-K握把，配上競賽級二段扳機，護木則改用Turnbuckle系統安裝的6英吋M-LOK護木。另外由於AAC版跟Q版推出之間的抑制器技術提升，因此Q版採用了略長的7英吋槍管並配以略短的抑制器，以此保持相同的抑制效果並獲得較佳的彈道性能。
全槍所有外觀金屬部件皆使用透明硬膜陽極氧化處理，因此外觀為7075鋁的金色和6061鋁的灰色，而會選用此處理方式是因為透明硬膜的強度為一般有色硬膜的兩倍。槍口為.30口徑標準的5/8×24螺紋，原廠配有自家的櫻桃炸彈制退器。SD版則會配上管身較幼，可容納在12英吋護木裡的鈦製1.5英吋直徑抑制器（Q的其他抑制器直徑為1.75英吋），而所有槍口配件皆透過安裝在錐形槍口以保證牢固及直列。Q稱其為蜜獾式2.0。
首1,000把蜜獾式皆由Q的工程師組裝，之後便把蜜獾式的零件修改成更方便組裝，包括選用已組裝成扳機組的ATC扳機（舊版採用，新版已改用Geissele二段扳機。但因市售扳機無法滿足Q的需求，現已改用Q自行設計生產的「堪稱史上最好扳機」（英語：Literally The Best Trigger Ever Made）扳機組）、已預安裝彈簧的Strike Industries防塵蓋（目前設計已直接移除防塵蓋）等，螺栓亦全數使用標準規格（用家在一般五金行即能購得扳手），因此組裝過程簡化至Q曾經提供買家到工廠自行組裝其蜜獾式的服務。
另外Q亦曾推出過5.56 NATO的蜜獾式，並採用16英吋1:8纏距槍管及12英吋護木。
後來Q推出了基於蜜獾式，佈局偏向傳統AR-15構型的糖鼬式（英語：Sugar Weasel）。糖鼬式改回使用鍛造式機匣，槍托改為裝上傳統AR緩衝管的SBA3手臂支撑器，槍機拉柄及射擊選擇鈕亦改用傳統僅可從左邊操作的軍規配件，扳機亦改為一段扳機。其餘配置皆與蜜獾式相同，Q稱糖鼬式「基本上為貧窮人士的蜜獾式（It's basically a poor man's Honey Badger）」。

## 取代
截至2013年，先進武器裝備公司的重點是努力生產消聲器，而退出步槍生產市場。在轉型為消聲器生產的過程中，該項目被擱置，而西格&紹爾推出了其同口徑產品SIG MCX，取代了蜜獾式成為多功能個人防衛武器雷明登戶外公司的零附件和消聲器總監傑夫·斯蒂爾（Jeff Still）表示：“我們決定退出步槍製造業務。”“我們會將把所有的努力都集中在消聲器和相關附件以上。”
而AAC創辦人Kevin Brittingham在2011年離開AAC後創立了新公司Q，並在2016年重新推出了新的蜜獾式2.0。

## 流行文化

### 電子遊戲
- 2012年—：追加下载内容「革命」（Revolution）武器之一。只在聯機模式中登場。以AAC蜜獾式為藍本，命名為「和平衛士」（Peacekeeper），白色槍身，造型上裝有不可使用的戰術燈、類似MAGPUL AFG的直角前握把和折疊式槍托，發射5.7×28毫米子彈。以30發彈匣（可使用改裝：延長彈匣增至40發）供彈，初始攜彈量為90發，最高攜彈量為240發。可以使用各類配件進行改裝。
- 2012年—《战争前线》：命名为“AAC蜜獾”，哑黑色枪身，使用Magpul PMAG彈匣。以30发弹匣供彈，为工程兵专用武器，只能通过抽奖获得，拥有黄金版本，强化威力与射程，均可以使用各類配件進行改裝，无法改装枪口，视为自带消音器与抑制器。
- 2013年—《縱橫諜海：黑名單》：命名為「蜜獾式」，以30發彈匣（SvM時只有20發）供彈，內置消音器。可以使用MAGPUL AFG直角前握把、Aimpoint Micro T-1紅點鏡、EOTECH全息瞄準鏡。
- 2013年—：命名為「蜜獾式」，黑色槍身，造型上裝有定制拉機柄和Magpul PMAG彈匣，載彈量30發（聯機模式時可使用改裝：延長彈匣增至45發），初始攜彈量為90發（聯機模式），最高攜彈量為300發（戰役模式）和180發（聯機模式），內置消音器。戰役模式之中由美國精銳部隊「魅影」（Ghosts）與敵軍「聯邦」（Federation）雙方所使用；聯機模式時可使用各類配件進行改裝；滅絕模式時亦可使用。
- 2016年—《重製版》：於2017年8月8日實裝，命名為「Lynx CQ300」，卡其色槍身。
- 2017年—《少女前线》：2017年冬活时发布，为4星SMG人形。
- 2017年—：型號為Q生產的蜜獾式SBR，命名為「Honey Badger」，預設配有抑制器，可使用各類配件進行改裝。
- 2018年—《叛亂：沙漠風暴》：於1.7版新增。型號為Q生產的蜜獾式，命名為「Honey Badger」，為安全部隊專屬武器，可使用各類配件進行改裝。
- 2019年—《火線獵殺：絕境》：於3.0.0版加入。型號為Q生產的蜜獾式SBR，命名為「Honey Badger」，預設配有抑制器，可使用各類配件進行改裝。
- 2022年—《決勝時刻：現代戰爭II 2022》：為AAC和Q生產的蜜獾式混合槍，命名為“Chimera”。最初僅於戰役模式登場，並由141特遣隊中尉西蒙·“幽靈”·萊利所使用。後於第一季實裝至聯機模式。

## 資料來源
1. ↑  Q.  (PDF). 2017  [2019-08-31]. （原始内容存档 (PDF)于2020-11-12） （美国英语）.
2. ↑  Burton, James. .   [2020-08-10]. （原始内容存档于2020-12-01） （美国英语）.
3. ↑  ATF.  (pdf). 2020-08-03  [2020-10-07]. （原始内容存档 (PDF)于2020-10-11） （美国英语）.
4. ↑  Megan L. Brown.  (pdf). Wiley Rein LLP. 2020-09-02  [2020-10-07]. （原始内容存档 (PDF)于2020-10-09） （美国英语）.
5. ↑  Adam Johnson.  (pdf). 2020-10-06  [2020-10-07]. （原始内容存档 (PDF)于2021-01-21） （美国英语）.
6. ↑  Actual, T. G. C. . The Gun Collective. 2020-10-07  [2020-10-09]. （原始内容存档于2020-10-25） （美国英语）.
7. 1 2  . Tactical-life.com. 15 November 2011  [2 November 2017]. （原始内容存档于2012-05-03）.
8. ↑  . Gears of Guns. 2011-12-05  [2017-08-02]. （原始内容存档于2020-02-27） （美国英语）.
9. ↑  . Gearsofguns.com. 5 December 2011  [2 November 2017]. （原始内容存档于2020-02-27）.
10. ↑  . The Firearm Blog. 2014-12-11  [2020-05-08]. （原始内容存档于2020-11-26） （美国英语）.
11. ↑  . The Firearm Blog. 2016-11-30  [2020-05-08]. （原始内容存档于2021-01-17） （美国英语）.
12. 1 2 3  . The Firearm Blog. 2016-11-18  [2020-05-08]. （原始内容存档于2020-04-26） （美国英语）.
13. ↑  .   [2019-08-31]. （原始内容存档于2021-02-25） （美国英语）.
14. ↑  .   [2019-08-31]. （原始内容存档于2020-12-23） （美国英语）.
15. ↑  . Kit Badger. 2020-08-21  [2020-09-09]. （原始内容存档于2021-01-13） （美国英语）.
16. ↑  .   [2019-08-31]. （原始内容存档于2021-03-07）.
17. ↑  . Thetruthaboutguns.com. 25 October 2013  [2 November 2017]. （原始内容存档于2016-12-04）.
18. ↑  . Tacretailer.com.   [2 November 2017]. （原始内容存档于2017-08-03）.
19. ↑  . The Firearm Blog. 2011-12-22  [2020-05-08]. （原始内容存档于2017-12-28） （美国英语）.

## 外部連結
- （英文）—The Firearm Blog.com— 
  - AAC 'Honey Badger' .300 BLK PDW （页面存档备份，存于）
  - Another ACC Honey Badger Photo （页面存档备份，存于）
  - Honey Badger Takes What It Wants （页面存档备份，存于）
  - AAC's Honey Badger to come to market （页面存档备份，存于）
  - AAC Honey Badger Review （页面存档备份，存于）
- （英文）—Tactical-Life.com—
  - AAC's HONEY BADGER PDW (with video) （页面存档备份，存于）
  - AAC HONEY BADGER 300 BLACKOUT （页面存档备份，存于）
  - BLACK OPS PDWs （页面存档备份，存于）
- （简体中文）—D Boy Gun World（槍炮世界）—AAC 蜜獾 PDW步枪 （页面存档备份，存于）